# Andrichsfurt
Andrichsfurt ist eine Gemeinde in Oberösterreich im Bezirk Ried im Innkreis im Innviertel mit 796 Einwohnern (Stand 1. Jänner 2024). Die Gemeinde liegt im Gerichtsbezirk Ried im Innkreis.

## Geografie
Andrichsfurt liegt zwischen 400 und 500 m Höhe im Innviertel. Die Ausdehnung beträgt von Nord nach Süd 5,1 km, von West nach Ost 5,7 km. Die Gesamtfläche beträgt 12,3 km², 9,8 % der Fläche sind bewaldet, 80,5 % der Fläche sind landwirtschaftlich genutzt.

### Gemeindegliederung
Das Gemeindegebiet umfasst folgende Ortschaften (in Klammern Einwohnerzahl Stand 1. Jänner 2024):
- Albertsedt (14)
- Andrichsfurt (255)
- Baumgartling (35)
- Furt (90) samt Erdmannsdorf
- Gehnbach (33)
- Irger (11)
- Krammern (49)
- Moosedt (8)
- Pesenreit (2)
- Pötting (198)
- Raschhof (20)
- Steingreß (37)
- Stelzham (7)
- Walchshausen (12)
- Weilhart (25) samt Mauzedt

Die Gemeinde besteht aus drei Katastralgemeinden:
- Andrichsfurth (380,86 ha)
- Frauenhub (316,36 ha)
- Pötting (538,04 ha)

### Nachbargemeinden
| Utzenaich     |                                             |                         |
| Aurolzmünster | Kompassrose, die auf Nachbargemeinden zeigt | Taiskirchen im Innkreis |
|               | Tumeltsham                                  | Peterskirchen           |

## Geschichte
Nach der Völkerwanderung lag das Gebiet zwischen Inn und Enns (Bayrische Mark) im Einflussbereich der Bajuwaren unter der Oberhoheit der Franken. Im 8. Jahrhundert wollte sich Tassilo III. von den Franken unabhängig machen und verband sich mit den Awaren. Er wurde daraufhin 788 von Kaiser Karl dem Großen abgesetzt, das Land den Franken unterstellt und in vier Gaue aufgeteilt. Andrichsfurt kam dabei zum Rothagau. Im Jahr 1147 war das Gebiet immer noch sehr dünn besiedelt. Große Besitzungen in Andrichsfurt hatte der Bischof von Passau.
Der Name Andrichsfurt wird in Urkunden von 820 und 1130 als Antrih oder Antrich mehrfach genannt.
Die Kirche in Andrichsfurt stammt aus der zweiten Hälfte des 15. Jahrhunderts. Sie hat einen mächtigen Turm im Westen mit einem Pyramidendach.
Seit Gründung des Herzogtums Bayern war der Ort bis 1779 bayrisch und kam nach dem Frieden von Teschen mit dem Innviertel (damals Innbaiern) zu Österreich.  Das Gebiet umfasste die Ämter Braunau, Friedburg, Mattighofen, Ried und Schärding. Mit dieser neuen Grenzziehung hörten auch die Wallfahrten nach Andrichsfurt auf.
Während der Napoleonischen Kriege wieder kurz bayrisch, gehört Andrichsfurt seit 1816 endgültig zu Österreich ob der Enns.
Nach dem Anschluss Österreichs an das Deutsche Reich am 13. März 1938 gehörte der Ort zum Gau Oberdonau. 1945 erfolgte die Wiederherstellung Oberösterreichs.

## Kultur und Sehenswürdigkeiten

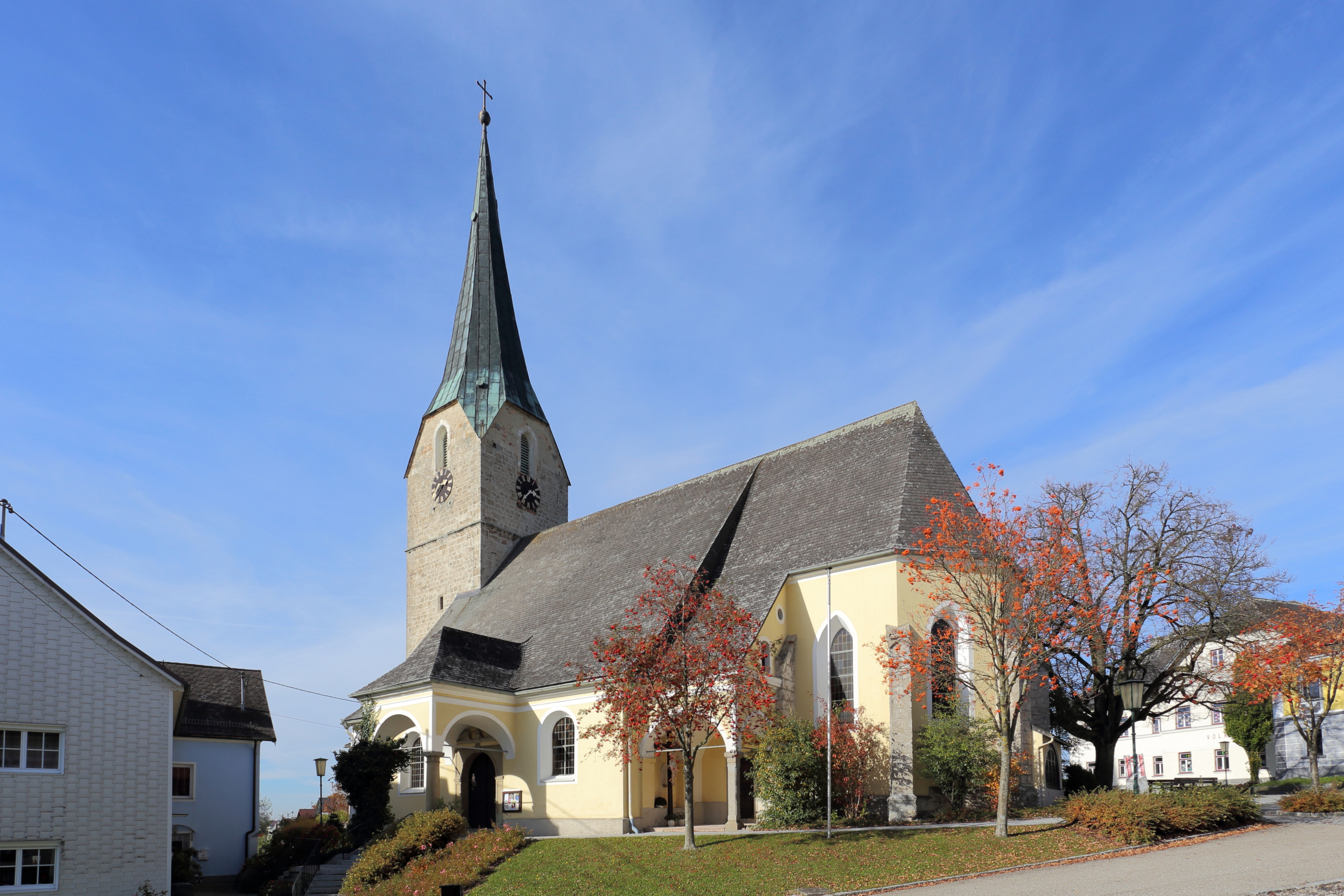
Pfarrkirche Andrichsfurt

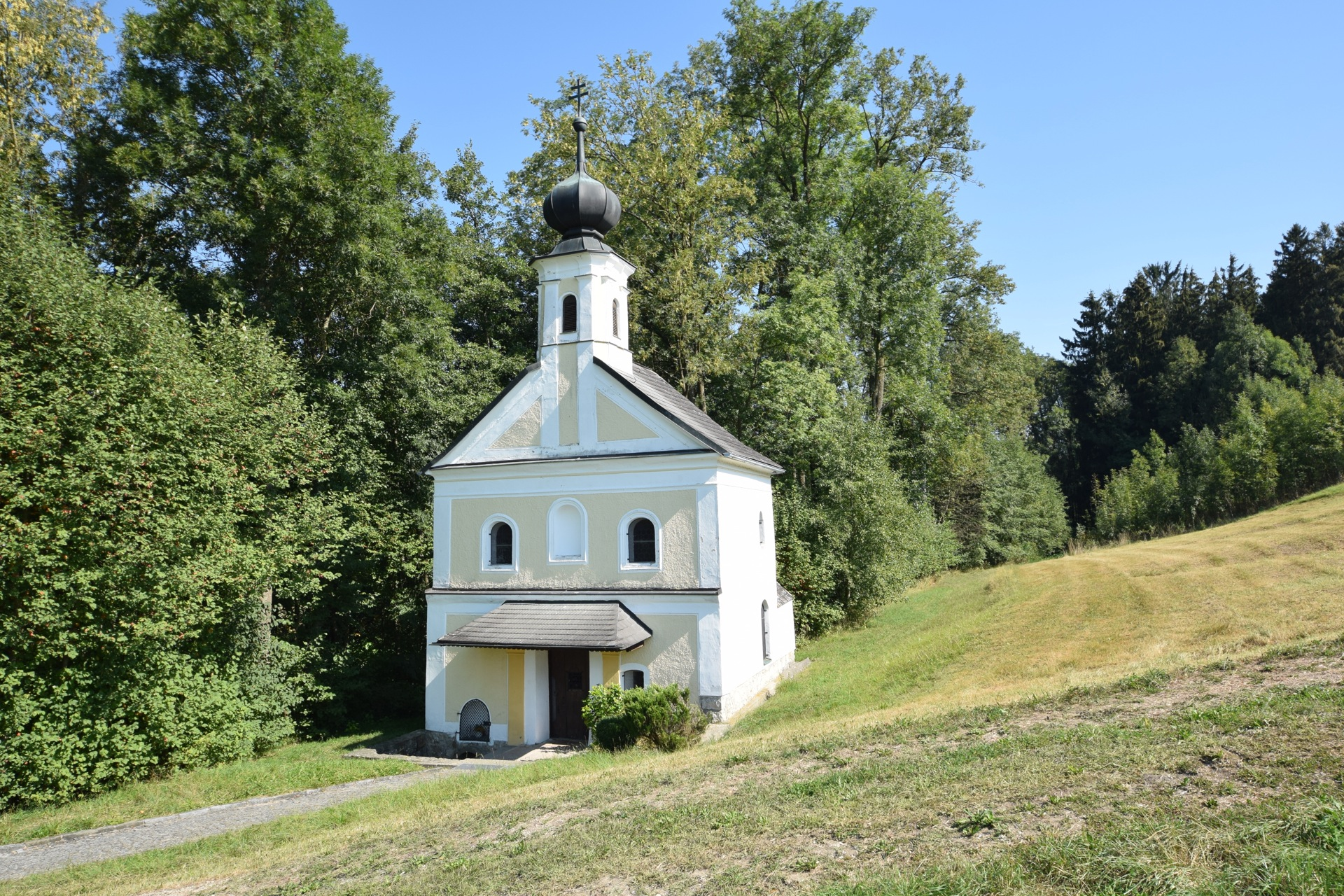
Bründlkapelle in Pötting

- Katholische Pfarrkirche Andrichsfurt hl. Dreifaltigkeit: Eine gotische Kirche aus der zweiten Hälfte des 15. Jahrhunderts mit einem einschiffigen, dreijochigen Langhaus und einem zweijochigen Chor. Südseitig wurden in der Mitte des 17. Jahrhunderts ein dreijochiges Seitenschiff und Vorbauten auf toskanischen Säulen angebaut. Die Einrichtung stammt vorwiegend aus dem 18. Jahrhundert.
- Bründlkapelle Pötting

## Wirtschaft und Infrastruktur

### Wirtschaftssektoren
Von den 44 landwirtschaftlichen Betrieben des Jahres 2010 wurden 31 im Haupt-, zwölf im Nebenerwerb und einer von einer Personengemeinschaft geführt. Im Produktionssektor arbeiteten 39 der 49 Erwerbstätigen in der Bauwirtschaft, zehn bei der Wasserver- und Abfallentsorgung. Die größten Arbeitgeber des Dienstleistungssektors waren die Bereiche Handel (19), freiberufliche Tätigkeiten (18) und soziale und öffentliche Dienste (16 Erwerbstätige).
| Wirtschaftssektor            | Anzahl Betriebe | Anzahl Betriebe | Erwerbstätige | Erwerbstätige |
| Wirtschaftssektor            | 2011            | 2001            | 2011          | 2001          |
| ---------------------------- | --------------- | --------------- | ------------- | ------------- |
| Land- und Forstwirtschaft 1) | 44              | 52              | 62            | 63            |
| Produktion                   | 11              | 5               | 49            | 15            |
| Dienstleistung               | 32              | 17              | 63            | 64            |

1) Betriebe mit Fläche in den Jahren 2010 und 1999
| Im Jahr 2011 lebten 373 Erwerbstätige in Andrichsfurt. Davon arbeiteten 99 in der Gemeinde, beinahe drei Viertel pendelten aus. - Durch das Gemeindegebiet verläuft die Innkreis Autobahn A8. | Hier fehlt eine Grafik, die leider im Moment aus technischen Gründen nicht angezeigt werden kann. Wir arbeiten daran! |

## Politik
Der Gemeinderat hat 13 Mitglieder.

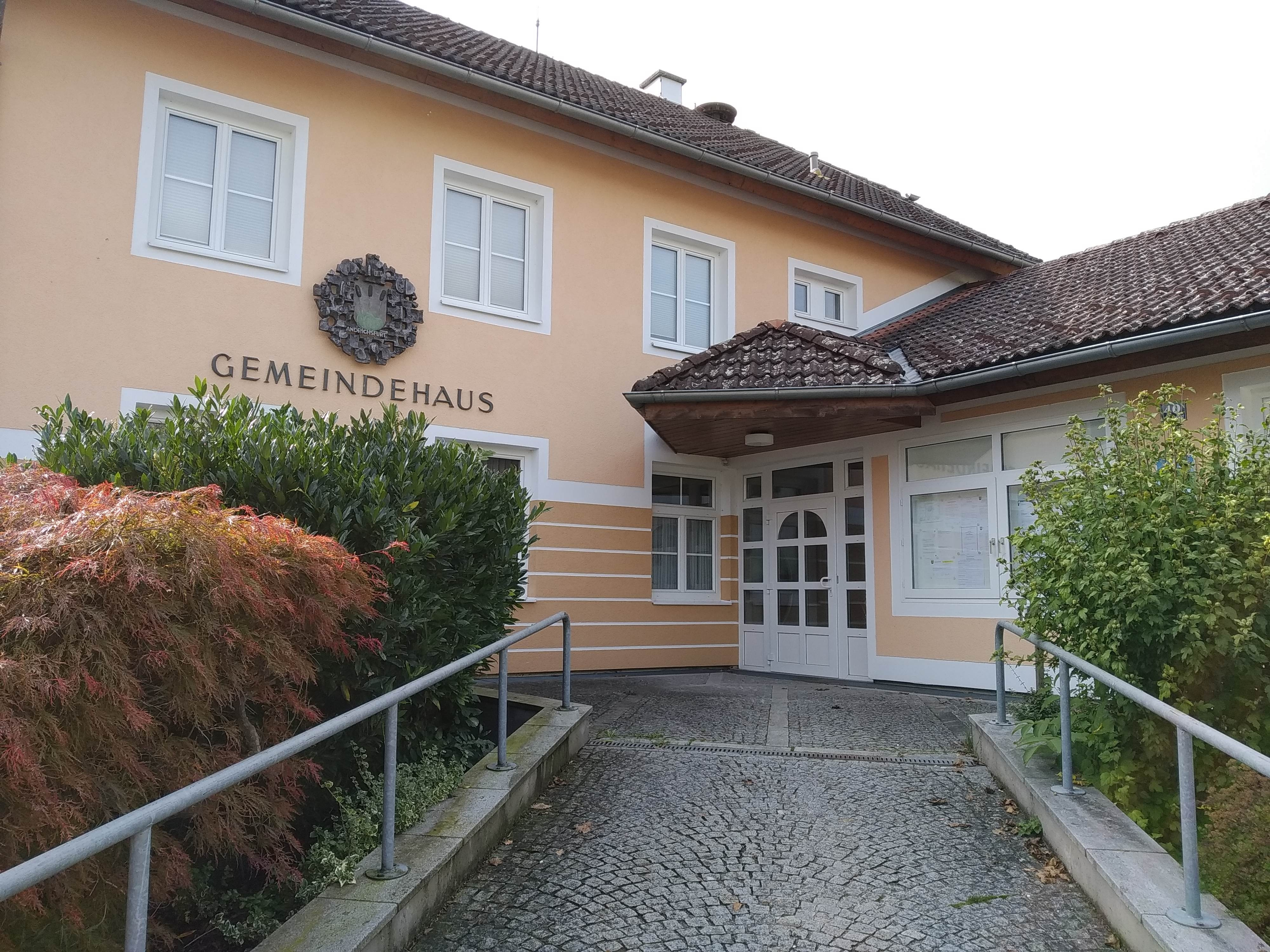
Gemeindehaus Andrichsfurt

- Mit den Gemeinderats- und Bürgermeisterwahlen in Oberösterreich 1997 hatte der Gemeinderat folgende Verteilung: 9 ÖVP, 3 FPÖ und 1 SPÖ.
- Mit den Gemeinderats- und Bürgermeisterwahlen in Oberösterreich 2003 hatte der Gemeinderat folgende Verteilung: 9 ÖVP, 3 FPÖ und 1 SPÖ.
- Mit den Gemeinderats- und Bürgermeisterwahlen in Oberösterreich 2009 hatte der Gemeinderat folgende Verteilung: 10 ÖVP und 3 FPÖ.
- Mit den Gemeinderats- und Bürgermeisterwahlen in Oberösterreich 2015 hatte der Gemeinderat folgende Verteilung: 9 ÖVP und 4 FPÖ.
- Mit den Gemeinderats- und Bürgermeisterwahlen in Oberösterreich 2021 hat der Gemeinderat folgende Verteilung: 9 ÖVP und 4 FPÖ.[11]

### Bürgermeister
Bürgermeister seit 1850 waren:
- 1850–1855 Josef Fuchs
- 1855–1861 Michael Streif
- 1861–1864 Michael Schöndorfer
- 1864–1867 Josef Gruber
- 1867–1870 Georg Geierhofer
- 1870–1876 Simon Weinberger
- 1876–1879 Michael Streif
- 1879–1885 Josef Gramberger
- 1885–1894 Georg Streif
- 1894–1897 Max Ott
- 1897–1900 Lambert Wiesinger
- 1900–1903 Johann Reifetshamer
- 1903–1906 Max Ott
- 1906–1909 Johann Moser
- 1909–1912 Michael Genböck
- 1912–1919 Felix Doblinger
- 1919–1924 Josef Fuchs
- 1924–1929 Josef Moser
- 1929–1942 Martin Moser
- 1942–1945 Josef Fuchs
- 1945–1947 Martin Moser
- 1947–1955 Johann Maier
- 1955–1973 Alois Raschhofer
- 1973–1990 Johann Großpointner
- 1990–2002 Albert Falkinger
- seit 2002 Johann Brandstetter (ÖVP)

### Wappen
Offizielle Beschreibung des Gemeindewappens: „In Gold auf grünem Dreiberg drei grüne Schilfrohrstengel mit schwarzen Kolben.“ Die Gemeindefarben sind Gelb-Grün.
Das 1974 verliehene Gemeindewappen beruht auf dem Stammwappen der Murhaimer, einem altbayrischen Geschlecht, das auch um Andrichsfurt ansässig war. Gleichzeitig symbolisiert es mit dem Dreiberg die drei um den Ort gelegenen Anhöhen Stelzerhöhe,  Andrichsfurter Berg und Saxberger Berg und mit dem Schilfrohr das früher ausgedehnte Sumpfgelände im Tal der Osternach.

## Persönlichkeiten

### Söhne und Töchter der Gemeinde
- Maximilian Stockenhuber (1921–1998), Bildhauer